# Репин, Эдуард Георгиевич
Эдуард Георгиевич Репин (24 марта 1929, Калуга — 25 марта 2004) — советский хозяйственный, государственный и политический деятель.

## Биография
Родился в 1929 году в Калуге. Член КПСС.
С 1947 года — на хозяйственной, общественной и политической работе. В 1947—1986 гг. — инженер одной из шахт Подмосковного каменноугольного бассейна, электромеханик участка, механик, главный механик шахты Сахалинского угольного бассейна, главный инженер Сафоновского шахтоуправления, председатель Смоленского обкома профсоюза угольщиков, директор Рославльского автоагрегатного завода производственного объединения ЗИЛ.
Делегат XXV съезда КПСС.
Умер в Рославле в 2004 году.

## Память
23 сентября 2010 года состоялось торжественное открытие мемориальной доски в честь первого директора Рославльского автоагрегатного завода Эдуарда Георгиевича Репина. Одна из улиц города Рославля названа именем Репина.